# 野々村潔
野々村 潔（ののむら きよし、本名：岩下 清（いわした きよし）、1914年9月23日 - 2003年1月22日）は日本の俳優、映画プロデューサー。
女優の岩下志麻は実子。妻は、元女優の山岸美代子。元前進座の河原崎しづ江は義理の姉。

## 人物・経歴
1914年9月23日、東京府出身。1937年、新協劇団に入団。1939年、新協劇団と東宝映画との提携映画『初恋』（村山知義脚本・監督、ユージン・オニール原作）に出演。1940年4月13日と4月14日にNHK放送技術研究所のテレビ実験放送として制作された日本初のテレビドラマ『夕餉前』に新協劇団員の原泉、関志保子とともに生出演。
戦後は、1946年の新協劇団の再建に参加。『真空地帯』『唐人お吉』といった独立プロの映画に出演。1951年、中央芸術劇場を薄田研二らとともに創設。新協劇団との合同による東京芸術座の結成に参加。1962年の時点では東京俳優生活協同組合に所属。『見上げてごらん夜の星を』『馬鹿まるだし』『ウナ・セラ・ディ東京』といった娯楽的な作品にも出演。
テレビには、戦後も関わり、多数のテレビドラマに出演した。さらに、1970年代以降、映画の製作に本名名義で関わり、1983年には木下恵介監督の『この子を残して』にも出演した。
2003年1月22日、肺炎のために死去。

## 出演

### 映画
- 初恋（1939年）
- 真空地帯（1952年）
- 永遠の人（1961年）
- 唐人お吉（1954年）
- 旗本退屈男 どくろ屋敷（1954年）
- 俺たちに太陽はない（1960年）
- かあさん長生きしてね（1962年）
- 二人で歩いた幾春秋（1962年）
- 今年の恋（1962年）
- 霧子の運命（1962年）
- 死闘の伝説（1963年）
- 見上げてごらん夜の星を（1963年）
- 馬鹿まるだし（1964年）
- 鮫（1964年）
- この声なき叫び（1965年）
- 母の歳月（1965年）
- ウナ・セラ・ディ東京（1965年）
- 紀ノ川（1966年）
- あかね雲（1967年）
- スクラップ集団（1968年）
- 永訣（1969年）
- 波止場女のブルース（1970年）
- トラ・トラ・トラ!（1970年）
- 衝動殺人 息子よ（1979年）
- この子を残して（1983年）

### テレビ
- 夕餉前（1940年、NHK）日本初のテレビドラマ（実験放送）
- ダイヤル110番（1955年、NTV）
- 怪人二十面相（1958年）
- 仇討選手（1959年、CX）
- 松本清張シリーズ・黒い断層 第19-24回「蒼い描点」（1960年、KRT）
- 松本清張シリーズ・黒の組曲（NHK）
  - 第9話「地方紙を買う女」（1962年） - 杉本隆治
  - 第45話「殺意」（1963年） - 清水係長
- 新選組血風録 第7話「菊一文字」（1965年、NET） - 日野助次郎
- 大河ドラマ（NHK）
  - 赤穂浪士（1964年） - 色部又四郎
  - 三姉妹（1967年） - 白石屋正一郎
  - 竜馬がゆく（1968年） - 生島四郎太夫
  - 天と地と（1969年） - 殿村豊後守
  - 樅ノ木は残った（1970年） - 鷺坂靭負
- 三匹の侍（CX）
  - 第4シリーズ 第24話「一匹狼」（1967年） - 喜助
  - 第5シリーズ 第12話「女がやって来た」（1967年） - 柏木弥五衛門
  - 第6シリーズ 第1話「荒野に在り」（1968年） - 弥六
- 特別機動捜査隊 第347話「ゆきずりの女」（1968年、NET）
- ポーラテレビ小説 三人の母（1968年 - 1969年、TBS） - 北山の伯父
- 木下恵介アワー
  - あしたからの恋（1970年、TBS） - 野口正弘（直也と勉の父）
  - 思い橋（1973年、TBS） - 大須賀（織庄の社長。伸の父親）

- 木下恵介・人間の歌シリーズ　俄－浪花遊侠伝（1970年、TBS）
- 仮面ライダー 第1話「怪奇蜘蛛男」（1971年、MBS/東映） - 緑川博士
- 愛と死の砂漠（1971年、KTV）
- 大岡越前 第3部 第29話「キヤマンの謎」（1973年1月1日、TBS / C.A.L） - 中桐政之助
- 水戸黄門 第4部 第4話「鬼と呼ばれた娘 -三国峠-」（1973年2月12日、TBS / C.A.L）- 小野十右エ門
- Gメン'75（TBS）
  - 第99話「安楽死」（1977年）
  - 第177話「結婚と離婚」（1978年）- 浅井忠吾

## プロデュースした映画作品
- 沈黙 SILENCE（1971年）※カンヌ国際映画祭コンペティション出品
- 卑弥呼（1974年）※カンヌ国際映画祭コンペティション出品
- はなれ瞽女おりん（1977年）※アジア映画祭監督賞
- 鑓の権三（1986年、原作：近松門左衛門）※ベルリン国際映画祭銀熊賞
- 舞姫（1989年）
- スパイ・ゾルゲ（2003年）

※すべて篠田正浩監督作品

## 著書
- 『新劇運動回想』（芸団協出版部、2001年7月）